# Mario's Picross
Mario's Picross es un videojuego desarrollado por Jupiter y distribuido por Nintendo. En uno de los juegos de la saga Mario Bros que se basa en los puzles denominados nonogramas. Mario aparece como un arqueólogo intentando descifrar las imágenes de los puzles. Tuvo dos secuelas en Japón: Mario no Picross para la Game Boy y Mario no Supa Picross para la SNES.
El juego no tuvo mucho éxito en Europa y en América, pero sí lo tuvo en Japón. Por eso las secuelas sólo vieron luz allí. El próximo juego de picross que alcanzó el oeste fue Picross DS. Debido al pequeño tamaño de la pantalla de la Game Boy, los nonogramas sólo podían ser de 15x15, cuando eran comunes puzles cuatro veces mayores. También se criticó la forma de penalizar un fallo, que era la suma de tiempo.

## Secuela
Mario's Picross 2 fue solo lanzado en Japón. Contaba con un mapa del mundo, a diferencia de éste. Además, los dibujos eran más grandes, siendo formados por cuatro tablas de picross.